# Larsen Bay
Larsen Bay é uma cidade localizada no estado americano de Alasca, no Distrito de Kodiak Island.

## Demografia
Segundo o censo americano de 2000, a sua população era de 115 habitantes.
Em 2006, foi estimada uma população de 105, um decréscimo de 10 (-8.7%).

## Geografia
De acordo com o United States Census Bureau, a localidade tem uma área de 19,8 km², dos quais 14,1 km² cobertos por terra e 5,7 km² cobertos por água.

## Localidades na vizinhança
O diagrama seguinte representa as localidades num raio de 80 km ao redor de Larsen Bay.